# ژوژوانگ
ژوژوانگ (به لاتین: Zhouzhuang) یک شهرک در جمهوری خلق چین است که در Kunshan واقع شده‌است.